# Apaeleticus hungaricus
Apaeleticus hungaricus là một loài tò vò trong họ Ichneumonidae.